# Joe Henry Engle
Joe Henry Engle (* 26. August 1932 in Chapman, Dickinson County, Kansas; † 10. Juli 2024 in Houston, Texas) war ein US-amerikanischer Astronaut.

## Beginn der Karriere

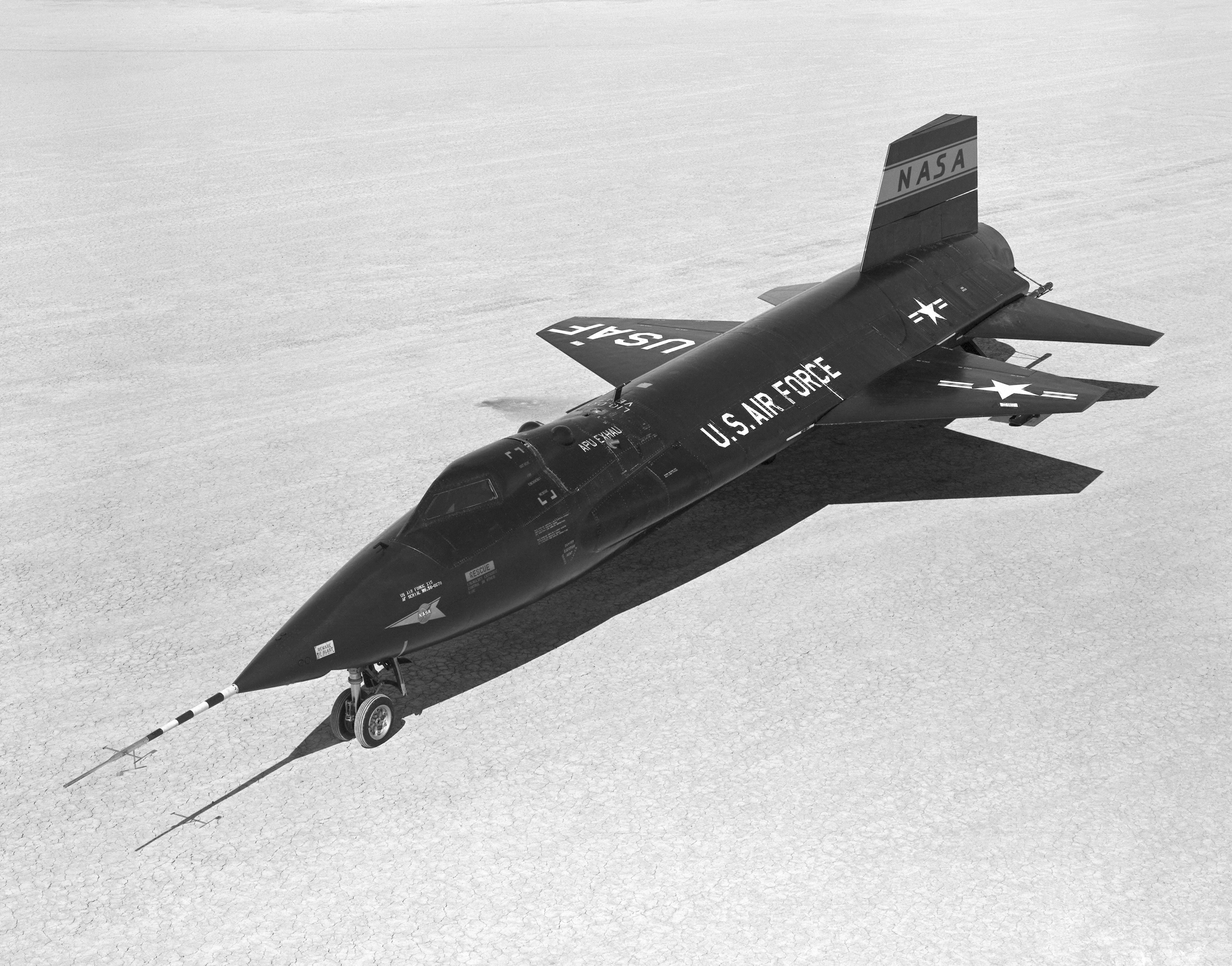
North American X-15

Engle wuchs in ländlicher Gegend im Bundesstaat Kansas auf. Nach seiner Schulzeit studierte er an der University of Kansas Luft- und Raumfahrttechnik. Nach dem erfolgreichen Abschluss seines Studiums 1955 wurde er in der Air Force zum Offizier ausgebildet. 1957 begann er seine Pilotenausbildung und diente anschließend auf der George Air Force Base in Kalifornien. Auf der Edwards Air Force Base absolvierte er eine Ausbildung zum Testpiloten.
Von Juni 1963 an war er an der Erprobung des Experimentalflugzeugs X-15 beteiligt. Bei dreien seiner 15 Flüge mit diesem raketengetriebenen Fluggerät erreichte er eine Höhe von mehr als 50 Meilen (etwa 80 Kilometer). Damit galt er nach Air-Force-Definition bereits als Astronaut, als er 1966 mit der fünften Astronautengruppe der NASA ausgewählt wurde.

## Astronautentätigkeit
Im Jahre 1966 war das Gemini-Programm bereits im vollen Gang. Die neuen Astronauten wurden also gleich dem Apollo-Programm zugeteilt.

### 2TV-1
Engle gehörte zu den drei Astronauten, die im Sommer 1968 einen der wichtigsten Tests des neuen Apollo-Raumschiffs durchführten, der dessen Praxistauglichkeit unter Beweis stellen sollte. Zusammen mit Joe Kerwin und Vance Brand sollte Engle das Raumschiff einem Langzeittest von einer Woche in einer Vakuumkammer unterziehen. Für den Start von Apollo 7 war ein positives Ergebnis dieses Tests zwingend notwendig. Ab dem 16. Juni 1968 verbrachten Kerwin, Brand und Engle sieben Tage in der Apollo-Kommandokapsel 2TV-1, die der von Apollo 7 entsprach, jedoch nicht raumflugtauglich war. Bis auf die fehlende Schwerelosigkeit war dieser Test eine realistische Simulation einer Apollo-Mission im Erdorbit.

### Apollo 10 (Unterstützungsmannschaft)
Im November 1968 wurde Engle der Unterstützungsmannschaft von Apollo 10 zugeteilt. Während des Fluges im Mai 1969 arbeitete er auch als Verbindungssprecher (Capcom).

### Apollo 14 (Ersatzmannschaft)
Am 6. August 1969, kurz nach der erfolgreichen Mondlandung durch Apollo 11, wurde Engle als Ersatzmann für Ed Mitchell, Pilot der Mondlandefähre von Apollo 14, nominiert. Zu dieser Backup-Crew gehörten außerdem noch Kommandant Eugene Cernan als Ersatzmann für Alan Shepard, den ersten Amerikaner im All, sowie Ron Evans als Pilot der Apollo-Kommandokapsel.
Es wurde tatsächlich erwogen, den Ersatzmann Engle einspringen zu lassen, da Ed Mitchell während der Mission Experimente zu übersinnlichen Phänomenen plante. Um die eingespielten Teams nicht zu trennen, wurde auf diesen Wechsel verzichtet. Mitchells private Experimente erzielten keine verwertbaren Ergebnisse.

### Apollo 17 (ausgewechselt)
Am 13. August 1971, kurz nach dem Flug von Apollo 15, gab die NASA die Besatzung für die Mission Apollo 17 bekannt. Turnusgemäß wäre die Ersatzmannschaft von Apollo 14 an der Reihe gewesen, zur Hauptmannschaft aufzusteigen. So war die Nominierung von Eugene Cernan als Kommandant und Ron Evans als Pilot der Apollo-Kommandokapsel keine Überraschung. Statt Joe Engle wurde dagegen Harrison „Jack“ Schmitt aus der Ersatzmannschaft von Apollo 15 als Pilot der Mondlandefähre eingeteilt. Schmitt war einer der Wissenschaftsastronauten, die die NASA 1965 ausgewählt hatte und von denen noch keiner zum Einsatz gekommen war. Auf Druck der NASA-Wissenschaftler wurde Schmitt der Vorzug vor Engle gegeben. Zu diesem Zeitpunkt waren die Flüge Apollo 18 und Apollo 19 bereits gestrichen, so dass klar war, dass Apollo 17 für lange Zeit der letzte Flug zum Mond sein sollte.

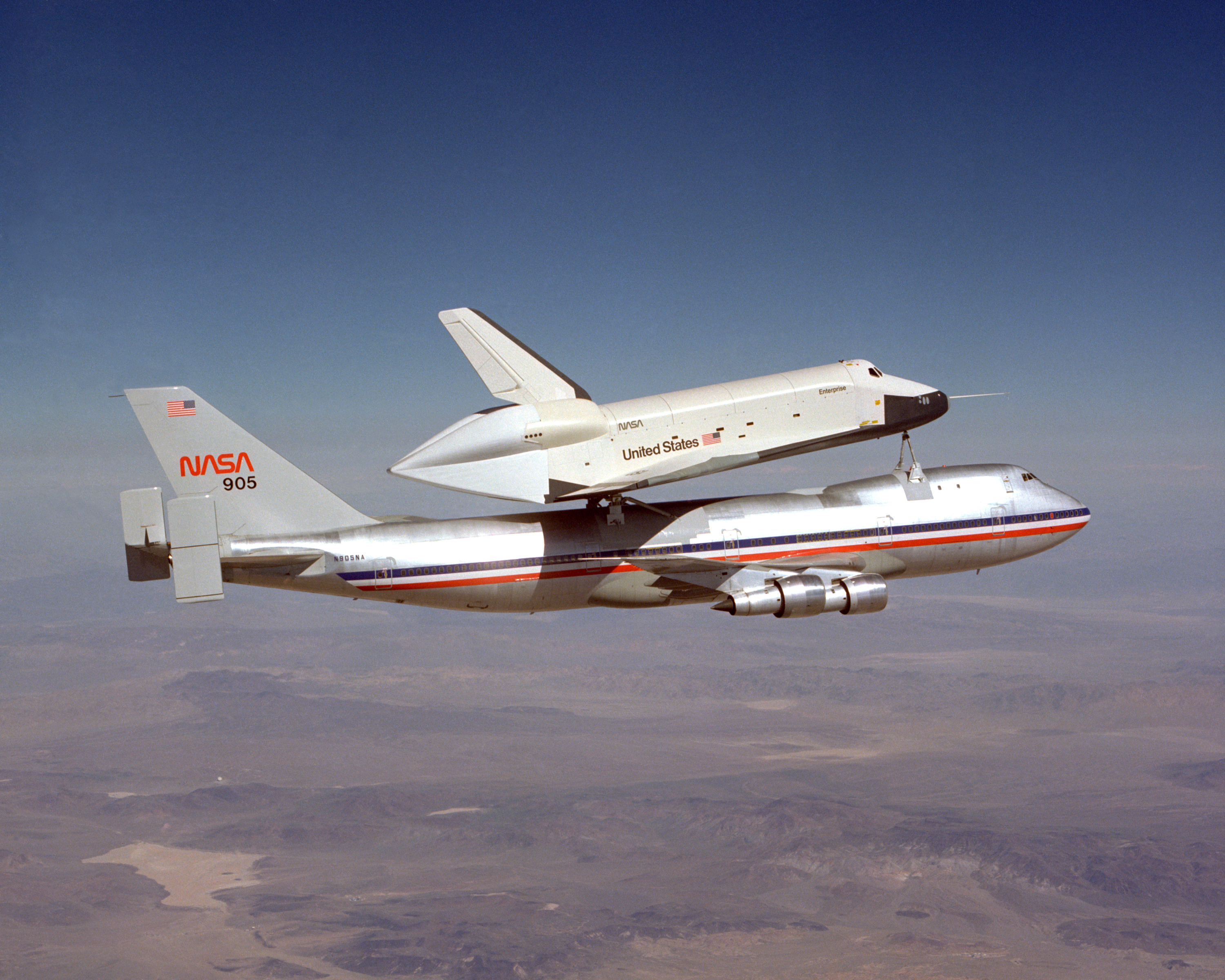
Enterprise auf einer Boeing 747

### Vorbereitung der Space-Shuttle-Flüge
Nachdem er einen Flug zum Mond knapp verpasst hatte, blieb Engle trotzdem bei der NASA. Er beteiligte sich nicht am Projekt der amerikanischen Raumstation Skylab oder dem Apollo-Sojus-Projekt. Vielmehr beschäftigte er sich sofort mit dem Shuttle-Programm. Hier konnte er seine Erfahrung aus den Flügen mit der X-15 einbringen, die auch in den Weltraum vorgedrungen war und anschließend wie das Shuttle antriebslos landete.
Er war Kommandant von einer der beiden Mannschaften, die im Rahmen des ALT-Programms (Approach and Landing Tests) zwischen Februar und November 1977 das Verhalten der Raumfähren beim Landeanflug untersuchten.

### STS-1 (Ersatzmannschaft)

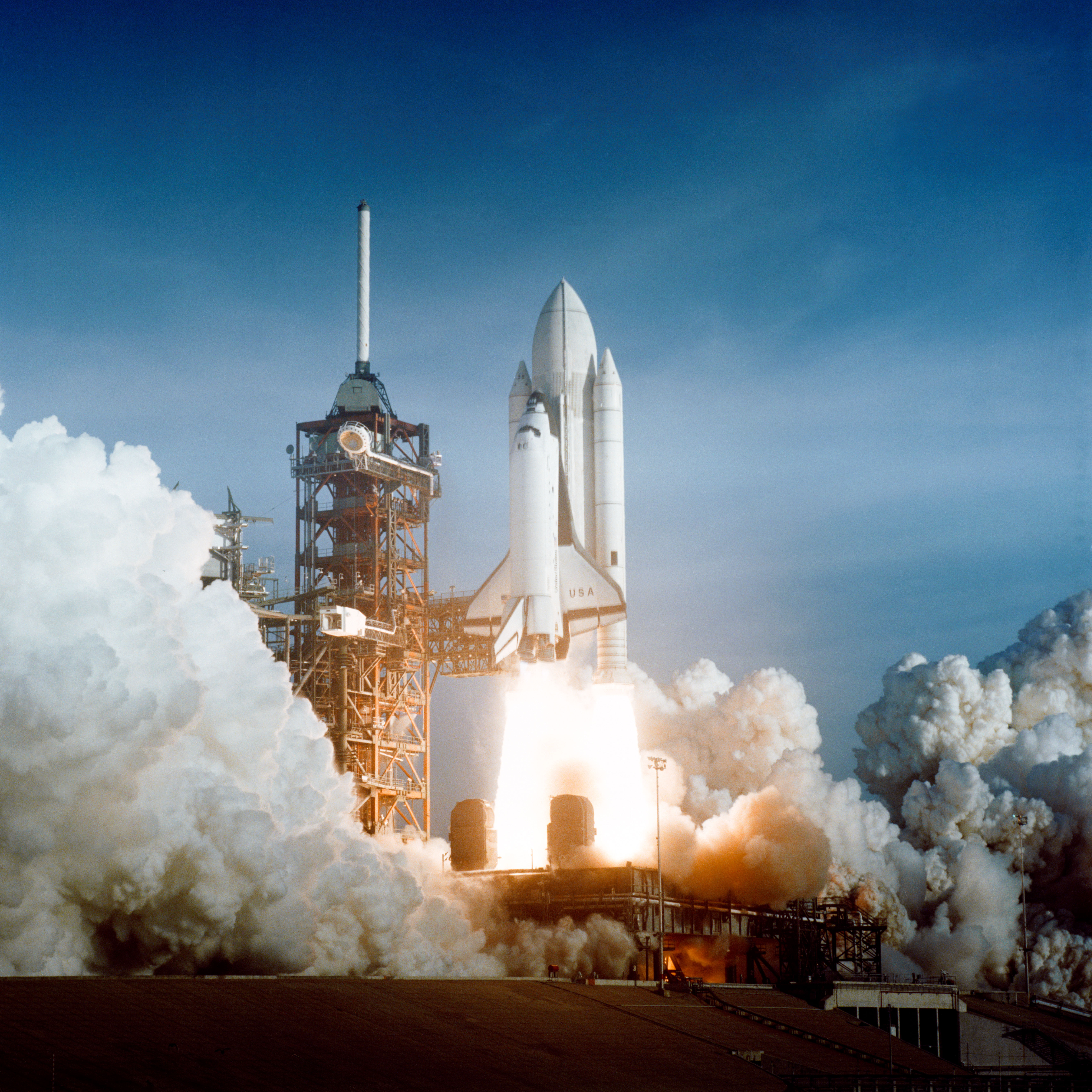
Shuttle Columbia beim Start

Beim ersten Flug des Shuttles STS-1 war er Kommandant der Reservemannschaft.

### STS-2
Am 12. November 1981, nach 16 Jahren Wartezeit, startete er als Kommandant mit STS-2 zu seinem ersten Orbitalflug. Engle war der sechste NASA-Astronaut, der beim Erstflug gleich das Kommando über ein Mehrpersonen-Raumschiff bekam, dies geschah erst 40 Jahre später wieder mit Raja Chari bei SpaceX Crew-3. Richard Truly begleitete Engle als Pilot mit der Columbia. Es war der erste bemannte Flug, bei dem das Raumfahrzeug wiederbenutzt wurde: die Raumfähre Columbia war bereits bei der Mission STS-1 zum Einsatz gekommen.
Die auf fünf Tage ausgelegte Mission wurde um fast drei Tage verkürzt, weil eine der drei Brennstoffzellen zur Produktion von Energie und Trinkwasser ausfiel. Dennoch wurden 90 % des vorgesehenen Programms absolviert. Erstmals wurde auch der kanadische Manipulatorarm in seinen verschiedenen Betriebsarten erfolgreich getestet. Mit der Nutzlast im Frachtraum des Shuttles wurden Erkundungen der Bodenschätze, des Klimas, des Ozeans und des Wetters durchgeführt. Beim Wiedereintritt und bei der Landung flog Engle das Shuttle manuell und nicht mittels Autopilot – zum ersten und einzigen Mal während des gesamten Shuttle-Programms. Damit sollte die Stabilität und das Verhalten des Shuttles bei größeren Belastungen geprüft werden.
Nach seinem ersten Raumflug arbeitete Engle einige Zeit in der Verwaltung der NASA. Bereits nach einigen Monaten ließ er sich aber wieder in den Status eines aktiven Astronauten versetzen und bereitete sich auf seinen zweiten Raumflug vor.

### STS-51-I

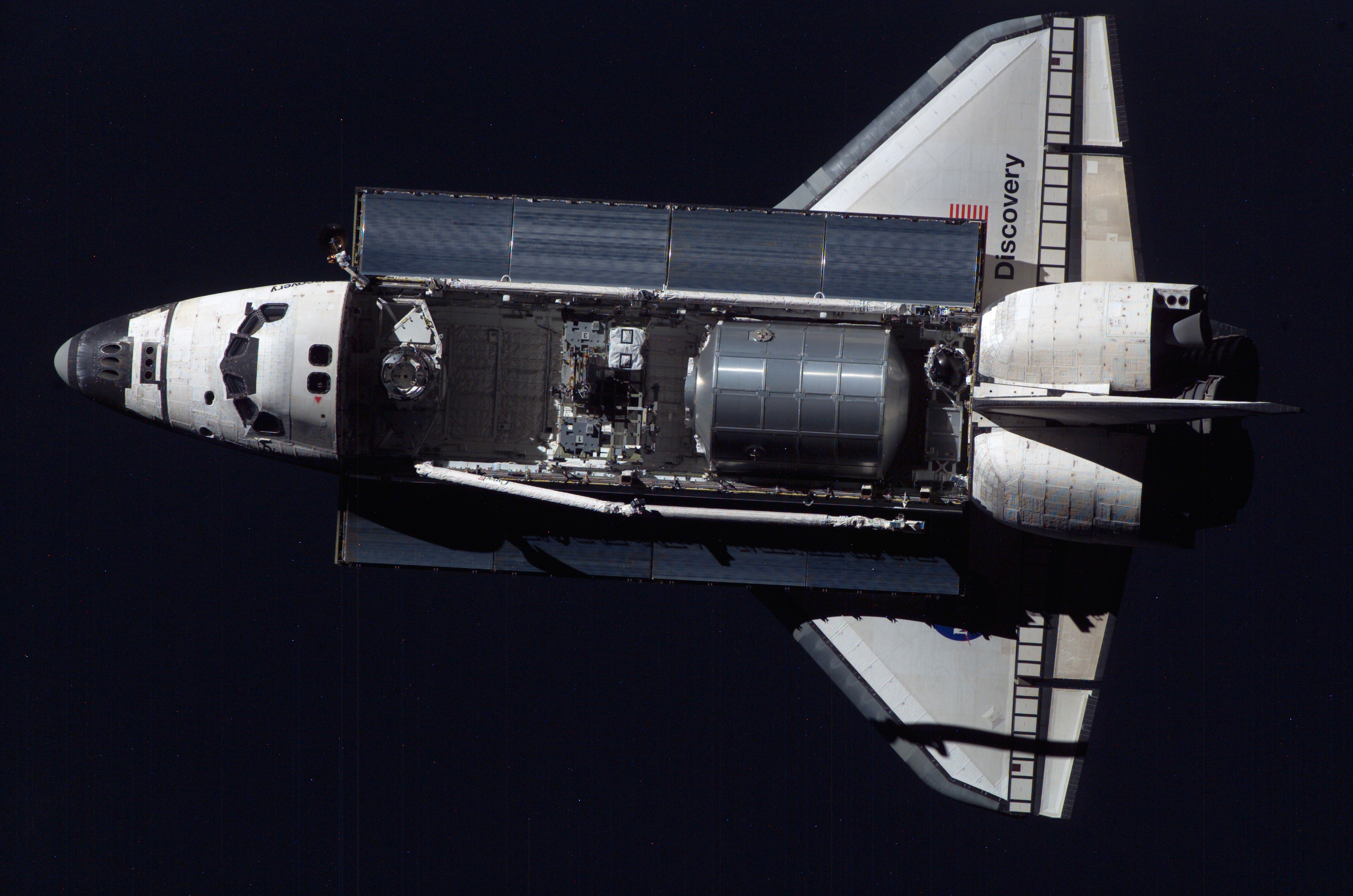
Discovery im Erdorbit

Mit der Raumfähre Discovery startete er am 27. August 1985 als Kommandant der Mission STS-51-I. Es war die 20. Space-Shuttle-Mission und der sechste Flug der Raumfähre Discovery. Die fünfköpfige Besatzung brachte drei Kommunikationssatelliten in eine Umlaufbahn. Außerdem wurde ein mit der Mission STS-51-D ausgesetzter defekter Satellit eingefangen, repariert und wieder ausgesetzt. Dazu waren Außenbordarbeiten von insgesamt 11 Stunden und 27 Minuten Dauer notwendig.
Joe Engle war an den Untersuchungen zur Challenger-Katastrophe 1986 beteiligt. Er war noch bis in die 1990er Jahre beratend für die NASA tätig.

## Privates
Engle war verheiratet und Vater zweier erwachsener Kinder. Er war bis zu seinem Tod ein begeisterter Flieger.

## Ehrungen
Für seine Mitarbeit im X-15-Projekt wurde er bereits 1964 mit den USAF Astronaut Wings ausgezeichnet. Eine Auswahl weiterer Ehrungen:
- USAF Distinguished Flying Cross (1964 und 1978)
- AIAA Pioneer of Flight Award (1965)
- NASA Exceptional Service Medal
- NASA Special Achievement Award
- AIAA Haley Space Flight Award for 1980
- NASA Distinguished Service Medal
- Kansan of the Year, 1981
- USAF Distinguished Service Medal

Im Jahre 2000 wurde Joe Engle in die National Aviation Hall of Fame aufgenommen.
Der 1991 entdeckte Asteroid (8028) Joeengle wurde nach ihm benannt.